# هورمغان سفلي
هورمغان سفلي هي قرية في مقاطعة كليبر، إيران. عدد سكان هذه القرية هو 17 في سنة 2006.